# Intisar el-Zein Soughayroun
Intisar el-Zein Soughayroun (auch: Intsar, al-Zein, el-Zein, Sghairyoun, Segayron; arabisch انتصار الزين صغيرون; * 13. März 1958 in Khartum Nord) ist eine sudanesische Professorin für Archäologie an der Universität von Khartum. Anfang September 2019 wurde Soughayroun während des sudanesischen Übergangs zur Demokratie zur Ministerin für Hochschulbildung im Übergangskabinett von Premierminister Abdalla Hamdok ernannt.

## Leben

### Herkunft und Ausbildung
Entisar wurde 1958 in Khartum Nord in eine Familie von gebildeten Männern und Frauen geboren. Ihr Vater Alzain Seghairoon ist ein ehemaliger Minister für Bewässerung, ihr Großvater mütterlicherseits Abelrahman Ali Taha war erster Bildungsminister des unabhängigen Sudans. Ihre Tante Fadwa Abdelrahman Ali Taha ist Universitätsprofessorin.
1982 schloss sie ihr Studium an der Philosophischen Fakultät der Universität Khartum mit Auszeichnung ab, wobei sie sich auf Archäologie spezialisierte. Im Jahr 1987 erhielt sie einen MA-Abschluss in Archäologie von der American University in Cairo und promovierte 2002 in derselben Disziplin an der Universität von Khartum. Den größten Teil ihrer beruflichen Laufbahn war sie in der archäologischen Abteilung der Universität tätig.

### Archäologische Forschung
Soughayroun ist Professorin für Archäologie an der Universität von Khartum und arbeitet kontinuierlich mit der Universität Bergen in Norwegen zusammen. Ihr Forschungsinteresse gilt der Islamischen Archäologie im Sudan.
Ihre Ausgrabungen führten zu bedeutenden Funden aus den antiken Kerma- und Meroe-Kulturen sowie zu Artefakten der post-islamischen Ära. Auf ihre Arbeit gehen über dreißig archäologische Stätten im Land zurück, was ihr in wissenschaftlichen Kreisen hohe Anerkennung verschaffte und auch als Wirtschaftsfaktor für das Land angesehen wird.

### 2018–2019 Sudanesische Proteste
Soughayroun nahm an den sudanesischen Protesten 2018–2019 teil. Einer ihrer Neffen wurde beim Massaker vom 3. Juni 2019 in Khartum getötet. Anfang Juli 2019 äußerte sie sich aufgrund früherer Erfahrungen skeptisch über die Verhandlungen mit dem Übergangs-Militärrat (Transitional Military Council, TMC) und unterstützte den fortgesetzten zivilen Ungehorsam. Sie war der Ansicht, dass der TMC an Macht verlöre.

### Politische Karriere
Anfang September 2019 wurde Soughayroun während des sudanesischen Demokratisierungsprozesses im Übergangskabinett von Premierminister Abdalla Hamdok zur Ministerin für Hochschulbildung des Sudan (bzw. zum Leiterin des Rates für Hochschulbildung und wissenschaftliche Forschung) ernannt. Zu den weiteren weiblichen Führungskräften des Sudan während der Übergangszeit gehören die Oberste Richterin Nemat Abdullah Khair und die Mitglieder des Souveränitätsrats Aisha Musa el-Said und Raja Nicola.